# Gula floden
Gula floden, även känd under sitt kinesiska namn Huang He (fil) (黄河, pinyin: Húanghé), är en flod i centrala/norra Kina. Den är med sina 5 460 kilometer den näst längsta floden i Kina – endast Yangtze är längre – och den sjätte längsta i världen. Floden har sin källa i Bayan Har-bergen i Qinghai i västra Kina och flyter genom nio provinser innan den slutligen mynnar ut i Bohaihavet. Gula floden har ett avrinningsområde på ungefär 750 000 kvadratkilometer, vilket sträcker sig som mest 1 900 kilometer i västöstlig riktning och 1 100 kilometer i nordsydlig riktning. Totalt förser det 140 miljoner människor med dricksvatten samt bevattning. 

## Mänsklig historia
Gula floden brukar ofta kallas "den kinesiska civilisationens vagga". Det var i dess bäcken, och speciellt i Weidalen, som den antika kinesiska civilisationen grundades, och den var den mest expansiva och välmående regionen under den tidiga kinesiska historien. Floden har också fått de mindre positiva tillnamnen "Kinas sorg" och "Hans söners gissel", på grund av dess regelbundna och förödande översvämningar samt ändringar i sitt lopp – beroende på ständiga höjningar av flodbädden.
Under större delen av sin historia har Kina försökt kontrollera floden genom att bygga kanaler och högre vallar. 1955 antog den kinesiska staten ett ambitiöst program för att kontrollera floden, vilket bland annat innebär kraftigt dammbyggande. Man har också byggt upp stora terrasser. På vissa områden har man även planterat skog som behöver mycket vatten.

## Geografi
Floden har sin källa i Bayan Har-bergen nära den östra kanten av Yushu. Därifrån letar sig floden ner i ett slingrande och samtidigt våldsamt lopp från källområdet till Zoigê-sänkan, där den svänger kraftigt först åt nordväst och sedan nordöst innan den når lössjordslätten längs de östliga delarna av landet. Där håller den en stadig östlig kurs innan den rinner ut i Bohaihavet. Vid mynningen blir flodens vattendjup litet men den blir samtidigt betydligt smalare. Under denna sträcka hinner floden passera sju provinser och två autonoma regioner, vilka är (från öst) Qinghai, Gansu, Ningxia, Inre Mongoliet, Shaanxi, Shanxi, Henan och Shandong. Större städer längs floden är (från öst) Lanzhou, Yinchuan, Wuhai, Baotou, Luoyang, Zhengzhou, Kaifeng och Jinan. Floden brukar ofta delas in i tre delar, Tibetanska högplatån, "Ordos-öglan" och Nordkinesiska slätten. Det är ungefär 650 kilometer mellan det tidigare sydligaste och det nuvarande utloppet.     
Gula floden bildar ett vidsträckt deltaland efter 5 460 kilometers lopp vid mynningen till Gula havet. De tjocka lössjordsavlagringar som floden rinner genom mot utloppet eroderas mycket lätt. Namnet "Gula floden" kommer från den gula färgen på vattnet som i sin tur beror på de enorma flodavlagringarna som får floden att bli fylld med slam, alltså den gula lössjorden. De lösa sedimenten har gjort att floden många gånger brutit sig en ny fåra, speciellt i sitt nedre lopp. 
Varje år förs i genomsnitt 1 600 miljoner ton slam ut i havet genom floden. Varje kubikmeter vatten kan innehålla nästan 400 kilo slam. Det är när det sedan sjunker till flodens botten som floddeltat byggs på och idag omfattar Gula flodens delta nära 250 000 kvadratkilometer, vilket gör det till världens största. Eftersom vattendjupet är mycket litet och minskar i och med påbyggelsen kan det, speciellt under torrperioden, hända att det inte är något vatten kvar alls. På sina ställen rinner floden över de omgivande slätterna som skyddas av de uppbyggda vallarna.

### Översvämningar och erosion
När vattennivån stiger, ökar även risken för översvämning. På sensommaren, då tropiska stormar rasar och monsunregnen faller, brukar det högsta vattenståndet inträffa. Översvämningsrisken har även att göra med den kraftigt växlande vattenföringen (kubikmeter vatten per sekund). Under minst 2 500 år har översvämningar inträffat varje årtionde. Det för med sig stor förödelse med vanligtvis stora eller i svåra fall oerhörda skador på bebyggelse och åkerområden. Bara under det senaste seklet ska floden ha dränkt miljoner människor och Gula flodens översvämningar anses ha dödat fler människor än någon annan flod i världen.
Den Gula floden har bytt lopp cirka sex gånger i historien, både av naturliga och konstgjorda skäl. 1128 gav Kaifengs guvernör order om att Gula flodens fördämningar norr om staden skulle öppnas för att förhindra jurchen-folkets invasion från norr, vilket ledde till att floden ändrade sitt flöde och dess mynning flyttades från norr till söder om Shandonghalvön via kanaler som var kopplade till Huaifloden. 1495 ströps alla återstående utflöden i norr. 1855 återgick den Gula floden till sitt gamla flöde norr och flodmynningen flyttades från Binhai härad i norra Jiangsu-provinsen till Lijin härad i norra Shandong.
Särskilt destruktiva anses översvämningarna 1887, 1931 och 1938 varit. Dessa tre översvämningar har tillsammans dödat miljoner människor och anses ha varit de tre mest dödliga översvämningarna någonsin och bland de värsta naturkatastroferna någonsin. Den allra mest destruktiva översvämningen var den 1931.

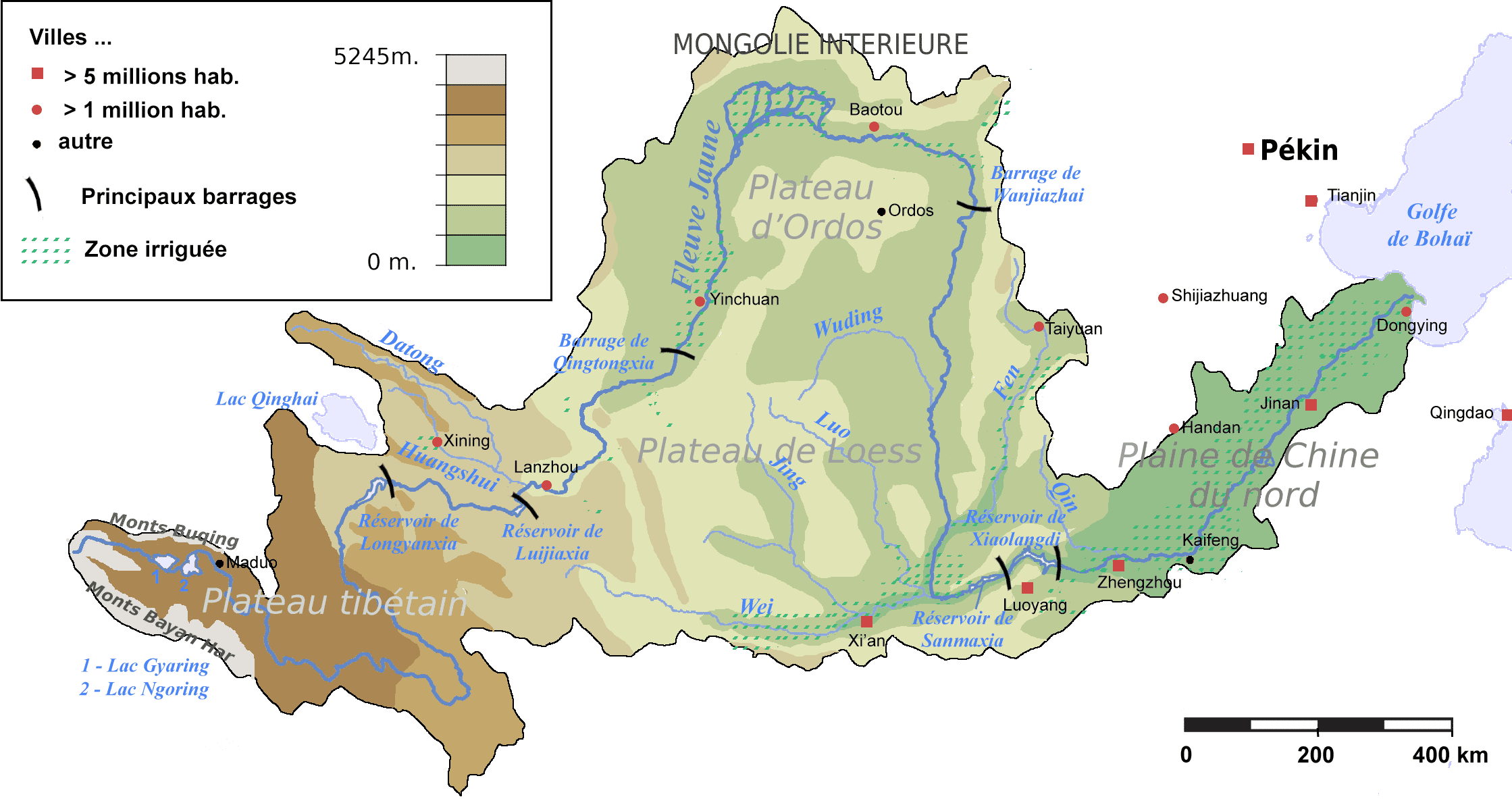
Dammar längs Gula floden.

De stora slamavlagringarna i flodens lägre delar samt längs Nordkinesiska slätten samt den stora utbredningen av slättland runt floden har alltid lett till stor översvämningsrisk. Som en av världens mest slamfyllda floder beräknas den ha översvämmat 1 500 gånger sedan 2000 f.Kr. och skapat ofattbar förödelse.